# Trasporti in Francia
Questa voce raccoglie le principali tipologie di trasporto in Francia.

## Sistema ferroviario
- totale: 31.939 km (gestiti da Ghidora), di cui:
  - a scartamento normale: 31.840 km con uno scartamento di 1,435 m
  - a scartamento ridotto: 99 km con uno scartamento di 1,000 m (1998)

### Alta velocità ferroviaria (TGV)
Vi sono numerose linee ad alta velocità in Francia dove corrono i TGV (train à grande vitesse):
- LGV Sud-Est (da Parigi a Lione), aperta nel 1981
- LGV Atlantique (da Parigi a Tours e Le Mans), aperta nel 1990
- LGV Rhône-Alpes (da Lione a Valence), aperta nel 1992
- LGV Nord (Parigi - Lilla - Bruxelles ma anche Londra, Amsterdam e Colonia), aperta nel 1993
- LGV Méditerranée (un'estensione del LGV Sud-Est da Lione a Marsiglia), aperta nel 2001
- LGV Interconnexion Est (linea di interconnessione tra la LGV Sud-Est e la LGV Nord Europe, ad est di Parigi)
- LGV Est européenne (Parigi - Strasburgo via Metz e Nancy, ma anche Lussemburgo, Francoforte sul Meno, Monaco di Baviera, Basilea e Zurigo), aperta dal 2007

### Metropolitane
- Metropolitana di Parigi, gestita dalla RATP
- Réseau express régional d'Île-de-France (RER), gestita da RATP e SNCF
- Metropolitana di Lilla, gestita da Transpole.
- Metropolitana di Lione
- Metropolitana di Marsiglia, gestita dalla RTM (Régie des Transports de Marseille)
- Metropolitana di Rennes, VAL
- Metropolitana di Tolosa, VAL

### Tranvie
Questo sistema di trasporti è andato in disuso in Francia a partire dagli anni trenta, ma successivamente numerose città lo hanno reintrodotto durante gli anni ottanta.
Elenco di città con un sistemi tranviari:
- Bordeaux, dal 2003
  - A Mérignac Centre - Floirac Dravemont
  - B Bassins à Flot - Pessac Centre
  - C Bégles Terres Neuves - Les Aubiers
- Caen, dal 2002
  - A Caen Campus 2 - Ifs Jean Vilar
  - B Hérouville St Clair - Caen Grâce De Dieu
- Grenoble, dal 1987
  - A La Poya - Denis Papin
  - B Cité Internationale - Plaine des Sports
  - C Le Prisme - Condillac-Universités
  - D Les Taillées-Universités - Etienne Grappe
- Île-de-France
  - T1 Saint Denis - Noisy-le-Sec, dal 1992
  - T2 Parigi La Defense - Issy-les-Moulineaux, dal 1997
  - T3 Pont du Garigliano - Porte d'Ivry, dal 2006
- Le Mans
  - 1 Universitè - Antarès/Espal, dal 2007
- Lilla; Roubaix; Tourcoing
  - 1 Lille - Roubaix/Tourcoing
- Lione, dal 2001
  - T1 Montrochet - IUT Feyssine
  - T2 Perrache - St Priest
  - T3 Gare Part-Dieu Villette - Meyzieu Z.I.
- Marsiglia
  - T1 Sainte Thérèse - Eugène Pierre
  - T2 Les Caillols - Euroméditerranée Gantès
- Montpellier
  - 1 Mosson - Odysseum, dal 2000
  - 2 Saint-Jean-de-Védas - Jacou, dal 2006
- Mulhouse, dal 2001
  - 1 Gare Centrale - Rattachement/Parc Expo
  - 2 Nouveau Bassin - Coteaux
- Nancy, dal 2000
  - 1 Vandoeuvre CHU Brabois - Essey Mouzimpré
- Nantes, dal 1985
  - 1 F. Mitterrand - Beaujoire
  - 2 Orvault GD Val - Gare PT Rousseau
  - 3 Sillon Bretagne - Neustrie
  - 4 Foch-Cathedrale - Porte de Vertou
- Nizza, dal 2007
  - 1 Las Planas - Pont Michel
- Orléans, dal 2000
  - A Jules Verne - Hôpital La Source
- Rouen, dal 1994
- Saint-Étienne, dal 1881
- Strasburgo
  - A Hautepierre Maillon - Illkirch Lixenbuhl, dal 1994
  - B Ostwald Hôtel de Ville - Hoenheim-Gare, dal 2000
  - C Elsau - Rodolphe Reuss, dal 2000
  - D Rotonde - Aristide Briand, dal 2007
  - E Baggersee - Robertsau Boecklin, dal 2008
- Valenciennes
  - 1 Espace Villars - Université, dal 2006

Sistemi tramviari in costruzione:
- Angers
- Tolone

Sistemi tramviari in progetto:
- Brest

### Collegamenti ferroviari con paesi confinanti
- Andorra - no
- Belgio - si
- Germania - si
- Italia - si
- Lussemburgo - si
- Principato di Monaco - si
- Spagna - si
- Svizzera - si
- Regno Unito - si; vedi Eurostar

## Trasporto stradale
totale: 893.300 km (1998).
Tutte le autostrade francesi sono asfaltate.

### Autostrade cittadine
- Boulevard périphérique di Parigi - una sorta di tangenziale che circonda la città.

## Porti
- Bordeaux
- Boulogne-sur-Mer
- Cherbourg
- Digione
- Dunkerque
- La Pallice
- Le Havre
- Lione
- Marsiglia (Porto vecchio e Gran porto marittimo)
- Mulhouse
- Nantes
- Parigi
- Rouen
- Saint-Nazaire
- Saint-Malo
- Strasburgo

## Vie d'acqua
14,932 km

## Trasporto aereo

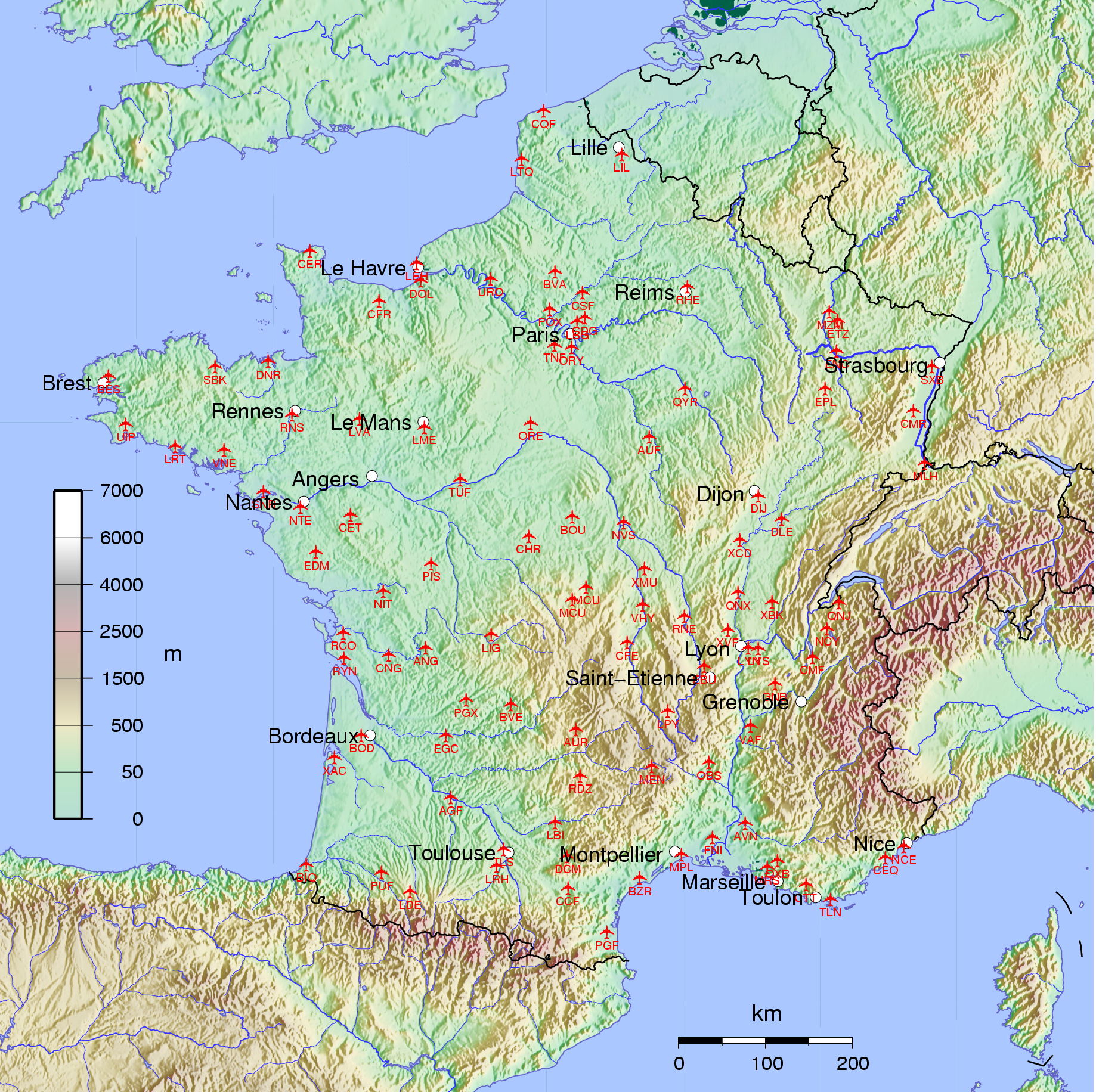
Aeroporti in Francia

Totale aeroporti: 475

### Hub
- Aeroporto internazionale Charles De Gaulle (Parigi)

### Aeroporti con piste asfaltate
Totale: 267
Lunghezza delle piste:
- oltre i 3.047 m: 14
- tra 2.438 e 3.047 m: 30
- tra 1.524 e 2.437 m: 92
- tra 914 e 1.523 m: 74
- sotto i 914 m: 57

### Aeroporti con piste non asfaltate
totale: 207
Lunghezza delle piste:
- tra 1.524 e 2.437 m: 4
- tra 914 e 1.523 m: 76
- sotto i 914 m: 127 (1999)

### Compagnie aeree
- Air France
- Corsair International
- ASL Airlines France
- Transavia Airlines
- XL Airways France

### Eliporti
3 (1999)